# Качино (Минская область)
Ка́чино (бел. Качына) — деревня в Минской области Республики Беларусь, находится в Ждановичском сельсовете, в 4 км на северо-запад от Минска.

## История

### В составе ВКЛ и Речи Посполитой
В 1490 году имение Качинское (бел. маёнтак Качынскі) в Минском повете Виленского воеводства.
В 1548 году — село, дворянская собственность.
В 1681 — деревня, 3 двора.
В 1791 — деревня имения Тарасов, 18 дымов, корчма, дворянская собственность.

### В составе Российской империи
После Второго раздела Речи Посполитой (1793) в составе Российской империи.
В 1800 — деревня (23 двора, 195 жителей) и фольварк на левом берегу «малой реки Дунай», собственность братьев Корсаков, в Минском уезде.
В 1858 — деревня Григоровича, Евдокимовой, Павловской.
В 1887 году открыта школа грамоты, в 1912 она преобразована в народное училище.
В 1897 — деревня, 39 дворов, 227 жителей, часовня и выселок — 6 дворов, 34 жителя, в Старосельской волости Минского уезда.

### После 1917
В 1917 в деревне 49 дворов, 268 жителей; в фольварке — 2 двора, 11 жителей; на хуторе — 1 двор, 8 жителей.
С февраля по декабрь 1918 оккупирована войсками кайзеровской Германии. Во время польско-советской войны с июля 1919 по июль 1920, а также в середине октября 1920 — войсками Польши. С 1919 в составе БССР. С 20 августа 1924 деревня в составе Ратомского сельсовета Заславского района Минской округи (до 26 июля 1930). В 1924 работала начальная школа, учились 49 учеников. В 1926 в деревне было 47 дворов, 231 житель. С 18 января 1931 была включена в состав города Минск. С 26 мая 1935 — в Минском районе. С 20 августа 1938 — в Минской области. В ВОВ с конца июня 1941 до начала июля 1944 оккупирована немецко-нацистскими войсками, погибло 22 жителя. В 1954 году на двух братских могилах подпольщиков были установлены мемориальные знаки. С 20 января 1960 — в составе Ждановичского сельсовета.

### В настоящее время
В 1997 году насчитывалось 71 хозяйство, 161 житель, в колхозе им. Доватора (центр — аг.Ратомка). В 2010 году — магазин. В 2010 насчитывалось 77 хозяйств, 207 жителей.